# 斯普林希爾 (蒙大拿州)
斯普林希爾（英語：Springhill）是位於美國蒙大拿州加拉廷縣的普查規定居民點。

## 歷史
斯普林希爾的郵局於1876年設立，其後於1904年停運。

## 人口
根據2020年美國人口普查的數據，斯普林希爾的面積為7.20平方千米，皆為陸地。當地共有人口120人，而人口密度為每平方千米16.67人。